# أحمد أبو المعاطي (مواطن كندي)
أحمد أبوالمعاطي  (ولد في 1 أكتوبر 1964) هو مواطن كندي، تم اعتقاله واحتجازه لمدة عامين ونصف في سجون سورية ومصرية، بعد أحداث 11 سبتمبر تم الاشتباه به واعتباره إرهابيًا، وفي 2001 كان أبو المعاطي الموضوع الرئيسي لتحقيقات شرطة الخيالة الكندية الملكية حول مؤامرة إرهابية تشمل عمله كسائق شاحنة.

## السيرة الشخصية
ولد أبو المعاطي في الكويت لوالده بدر أبو المعاطي محاسب ومدقق حسابات ومستشار أعمال من مصر، ووالدته سميرة الشلش، مدرسة من سوريا. انتقلت العائلة إلى بيروت، وتم تسجيل أحمد وشقيقه في مدرسة كاثوليكية. وهاجر إلى مونتريال مع والده وشقيقه عمرو في 1981، حين كان عمره 17 سنة وحصل على وظيفة في مصنع محلي. انتقلت الأسرة بعد ذلك إلى تورونتو، حين وصلت والدته وشقيقته.
درس أحمد الإلكترونيات في الكلية، قبل أن ينضم لجامعة كونكورديا لمدة سنتين حيث درس الإحصاء. عمل كسائق تاكسي في لندن (أونتاريو)، وتلقى دروسًا للحصول على رخصة طيار دولية بعدما اقترح صديق له أن هناك أموال للحصول عليها في التاكسيات الجوية بين مونتريال، وأوتاوا، وتورونتو. قاد طائرة تدريب سيسنا لمدة خمس ساعات، قبل أن يسقط البرنامج لخوفه من المرتفعات. حصل على الجنسية الكندية رسميًا في 1986.
في 1988، سافر للقتال مع المجاهدين في التمرد ضد الاحتلال السوفيتي لأفغانستان، لكنه أصيب بالملاريا بعد أسبوعين من وصوله وقضى الشهور الأربع التالية في مستشفى في بيشاور، قبل أن يعود إلى كندا. عمل لاحقًا كسائق شاحنة في أفغانستان، وقاد سيارة إسعاف وطبخ الوجبات لجيش غلبدين حكمتيار الذي قاتل ضد طالبان في ولاية لوكر. وفي 1996 جاء عمرو لأفغانستان بحثًا عن شقيقه، في الوقت الذي كانت فيه قوات حكمتيار تتراجع شمالًا عبر ممر سالانغ. وفي نوفمبر 1997 هاجر أحمد، والتقى بوالدته وشقيقته في إيران، في حين سافر شقيقه إلى باكستان.
بعد عودته لكندا في 1998، انتقل للعيش مع والده ووجد صعوبة في العثور على وظيفة. عرض عليه إبراهيم آدم صديق والده وظيفة كمساعد ميكانيكي في مونتريال، لكنه اقترح أن يبحث عن قيادة سيارات النقل لمسافات طويلة. استخدم أحمد راتبه، بالإضافة لقرض من والده، للحصول على ترخيص قيادة من الألف للياء من مدرسة قيادة في سكاربورو. ذهب للحج في مكة في مارس 1999، وعاد للحصول على وظيفة في شركة نقل بالشاحنات، ناقلًا الخس من مزرعة في ساليناس، كاليفورنيا إلى محلات السوبر ماركت في كيبيك ومطاعم ماكدونالدز، رابحًا نحو 750 دولار من القيادة لمدة 30 ساعة. وقرر القيادة بمفرده، حيث بإمكانه ربح 3 أضعاف المبلغ، وتم توظيفه عن طريق شركة موشن سابلاي، التي أوكلت إليه القيادة مع خدمة هايلاند ترانسبورت.
لاحقًا نصح زميله الأفغاني المخضرم محمد الذهبي أن يجد عملًا مماثلًا كقائد شاحنة.

## اعتقاله
تم إيقاف أبوالمعاطي عند الحدود الكندية الأمريكية في 16 أغسطس 2001، حين وجد موظفوا الجمارك خريطة لأوتاوا مسجل عليها المنشآت الحكومية ومنشآت البحث النووي، والتي تم فيما بعد اكتشاف أنها خريطة الزوار الصادرة عن الحكومة وتركها سائق سابق.
في أعقاب أحداث 11 سبتمبر في الولايات المتحدة في 2001، تم استجوابه بواسطة عميل خدمة الذكاء الأمني الكندية أدريان وايت الذي أراد أن يسأله عن الخريطة، وغادر إلى سوريا في 2001 لإكمال مراسم زواجه من خطيبته، وإجراء أوراق الزواج القانونية من أجل التقدم بطلب لإدخالها كندا، وبعد اعتقاله بفترة قامت أسرتها بإلغاء الزواج.
تم سجنه بمجرد وصوله إلى سوريا، وتم تعذيبه لتسجيل اعتراف،  تراجع عنه لاحقًا، وكان عبارة عن أنه كان جزءًا من مؤامرة إرهابية بالاشتراك مع زميلين سوريين-كنديين، ماهر عرار، وعبد الله المالكي، واللذان تم اعتقالهما بعد ذلك. وفي ديسمبر 2001 ذهب العميلان بخدمة الذكاء الأمني الكندية أدريان وايت وروب كاسولاتو إلى منزل أبو المعاطي في تورونتو، طالبين من والده الاعتراف بمكان ابنه.
وفي 12 يناير 2004 عرضت أمن الدولة على أسرة أحمد إطلاق سراحه إذا اعترفوا بمكان عمرو، وقالت والدتهم بأنها لا تعرف أين عمرو، وتم إطلاق سراح أحمد في اليوم التالي. وفي 6 سبتمبر 2005 كشفت مقالة في الصفحة الرئيسة لجريدة The Globe and Mail أن الخريطة المشكوك فيها كانت للمركب الحكومي «مراعي توني». وأظهرت الخريطة نسحة قديمة من المباني الحكومية بما فيها معمل فيروسات بالإضافة لمنشأة أبحاث نووية تنتمي للطاقة الذرية الكندية المحدودة. وعلى أي حال، تم تغيير أماكن تلك المقرات قبل احتجاز أبو المعاطي عند الحدود، وتم بعد ذلك هدمهم وتحويلها إلى ساحة لانتظار السيارات. قالت الجريدة: «علمت The Globe and Mail أن الخريطة تم إنتاجها وتوزيعها بواسطة حكومة كندا الفيدرالية، هي ببساطة خريطة للموقع، يتم إعطائها لزوار مراعي توني لمساعدتهم في إيجاد طريقهم.»

## تحقيق الحكومة
أمرت الحكومة الكندية بإجراء تحقيق علني حول السيد أبي المعاطي ورجلين آخرين تم احتجازهما في سوريا. في 18 يونيو 2009 صوت مجلس العموم الكندي في صالح اعتذار رسمي وتعويض لكل من المالكي، وأبي المعاطي، ونور الدين. ومنذ 2008 لم يعد أحمد قادرًا على العمل ويعيش مع والدته، وفي يوليو 2011 حصل أحمد مع اثنين آخرين على 31.25 مليون دولار كتعويض.

## وصلات خارجية
- The Honourable Frank Iacobucci QC LLD, inquiry commissioner. "Internal Inquiry into the Actions of Canadian Officials in Relation to Abdullah Almalki, Ahmad Abouz-zElmaati and Muayyed Nureddin". Government of Canada. مؤرشف من الأصل في 2008-05-21. اطلع عليه بتاريخ 2008-01-10.
- Dark Days: The Story of Four Canadians Tortured in the Name of Fighting Terror
- Ahmad El-Maati Biography (PDF)
- El-Maati Chronology (PDF)
- Google Maps satellite photo and map of Tunney's Pasture